# Jekatierinowka (rejon lgowski)
Jekatierinowka (ros. Екатериновка) – wieś (ros. деревня, trb. dieriewnia) w zachodniej Rosji, w sielsowiecie wyszniedieriewienskim rejonu lgowskiego w obwodzie kurskim.

## Geografia
Miejscowość położona jest w dorzeczu Apoki (lewy dopływ Sejmu), 9 km od centrum administracyjnego sielsowietu (Wysznije Dieriewieńki), 11 km na południowy zachód od centrum administracyjnego rejonu (Lgow), 73 km na południowy zachód od Kurska.
We wsi znajduje się 20 posesji.
Klimat
Miejscowość, jak i cały rejon, znajduje się w strefie klimatu kontynentalnego z łagodnym ciepłym latem i równomiernie rozłożonymi opadami rocznymi (Dfb w klasyfikacji klimatów Köppena).

## Demografia
W 2010 r. wieś zamieszkiwało 14 osób.